# 小山町 (名古屋市)
小山町（こやまちょう）は、愛知県名古屋市中川区の地名。

## 歴史

### 町名の由来
大正時代の八幡村大字八熊（八熊町）の字名を採ったとされる。

### 沿革
- 1942年（昭和17年）1月15日 - 中川区西古渡町の一部により、同区小山町が成立[3]。
- 1960年（昭和35年）3月5日 - 中川区八熊町の一部を編入する[3]。
- 1981年（昭和56年）9月6日 - 大部分が中川区八熊三丁目・尾頭橋二丁目にそれぞれ編入される[3]。以降、道路・鉄道敷地に一部残存[3]。
- 2002年（平成14年）5月27日 - 残部が尾頭橋二丁目に編入され廃止[4]。